# Leptogenys vogeli
Leptogenys vogeli es una especie de hormiga del género Leptogenys, subfamilia Ponerinae.

## Taxonomía
Esta especie fue descrita científicamente por Borgmeier en 1933.